# Ana Cortés
Ana Cortés (24 août 1895 à Santiago - 5 janvier ou 1er mai 1998) est une peintre chilienne rattachée à la « génération de 1928 » et au  groupe Montparnasse. Elle reçoit le Prix national d'Art du Chili en 1974, devenant la première femme-peintre à l'obtenir.

## Biographie
Née de mère française, Ana Emma del Rosario Cortés Jullian passe une grande partie de son enfance à Paris. Ayant regagné sa ville natale, elle entre en 1919 ou 1920 à l'École des beaux-arts de Santiago où ses professeurs sont Juan Francisco González et Ricardo Richon Brunet. Elle revient à Paris en 1925 ou 1926 et s'inscrit à l'Académie de la Grande Chaumière et suit l'enseignement d'André Lhote. Elle demeure trois années en Europe, visitant les musées de France, de Belgique, d'Italie et d'Espagne. Durant cette époque elle se rapproche des recherches de l'École de Paris et opte pour l'abstraction.
Ana Cortés retourne au Chili en 1928 et expose au Salon officiel des arts plastiques avec d'autres artistes ayant séjourné en Europe. En 1930 elle devient la première professeur-femme de l'École des beaux-arts et enseigne à l'École des arts appliqués de l'université du Chili jusqu'en 1959. Elle est également chargée de créer les bibliothèques de l'École des beaux-arts et de l'École des arts appliqués.

## Expositions particulières
- 1945 : Sala del Banco de Chile, Santiago, Chile.
- 1946 : Exposición Ana Cortés, Sala de Exposiciones de Librería Séneca, Santiago, Chile.
- 1947 : Sala del Banco de Chile, Santiago.
- 1947 : Sala del Pacífico, Santiago.
- 1951 : Sala del Banco de Chile, Santiago.
- 1953 : Sala del Instituto Superior de Comercio, Punta Arenas.
- 1954 : Sala del Banco de Chile, Santiago.
- 1958 : Sala del Banco de Chile, Santiago.
- 1959 : Sala de la Universidad de Concepción, Concepción.
- 1974 : Ana Cortés Retrospectiva, Casa de la Cultura del MINEDUC, Santiago.
- 1975 : Retrospectiva Ana Cortés, Instituto Cultural de Providencia, Santiago.
- 1998 : Exposición Homenaje a Ana Cortés, Galería de Arte Padre Mariano, Santiago.
- 2015 : Ana Cortés Reb/velada, Museo Nacional de Bellas Artes, Santiago.

## Prix
- 1927 : Mention, Salón Oficial de Artes Plásticas, Santiago.
- 1928 : Seconde médaille, Peinture, Salón Oficial de Artes Plásticas, Santiago.
- 1928 : Première médaille d'art décoratif, Salón Oficial de Artes Plásticas, Santiago.
- 1928 : Médaille d'argent, Salón Nacional.
- 1933 : Prix 2e catégorie, peinture, Salón Oficial de Artes Plásticas, Santiago.
- 1935 : Prix 1re catégoríe, peinture, Salón Oficial de Artes Plásticas, Santiago.
- 1935 : Second prix de peinture ex æquo, Troisième salon d'été de Viña del Mar.
- 1935 : Premier prix de dessin, Troisième salon d'été de Viña del Mar.
- 1936 : Troisième médaille de peinture, Exposición Nacional de Artes Plásticas del IV Centenario de Valparaíso.
- 1937 : Première médaille, Salón Oficial de Artes Plásticas, Santiago.
- 1937 : Prix ex æquo.du concours Marcial Martínez Cuadros.
- 1939 : Prix de peinture décorative du concours Matte Blanco.
- 1939 : Prix du salon d'été, Viña del Mar.
- 1940 : Prix du concours Enrique Matte Blanco.
- 1940 : Prix de portrait ex æquo, VIIIe salon d'été de Viña del Mar.
- 1940 : Prix de première catégorie en peinture du concours « Universidad de Chile », Salón Oficial de Artes Plásticas, Santiago.
- 1941 : Première médaille, Peinture, Salón Oficial de Artes Plásticas, Santiago.
- 1942 : Première médaille, Peinture, Salón Oficial de Artes Plásticas, Santiago.
- 1942 : Prix spécial Herminia Arrate, Santiago.
- 1942 : Premier prix de dessin, Xe salon d'été de Viña del Mar.
- 1942 : Seconde médaille, Peinture, Exposición de Pintura Chilena, Salón Buenos Aires.
- 1943 : Premier prix de peinture ex æquo, Xe salon d'été de Viña del Mar.
- 1945 : Prix du Salón Oficial de Artes Plásticas, Santiago.
- 1945 : Prix du salon d'été de Viña del Mar.
- 1946 : Prix Concours Van Buren, Santiago.
- 1949 : Prix du Salón Oficial de Artes Plásticas, Santiago.
- 1949 : Prix du salon d'été de Viña del Mar.
- 1951 : Premier prix de dessin, salon d'été de Viña del Mar.
- 1954 : Première médaille de dessin, Salon de Viña del Mar.
- 1957 : Prix du concours Arturo M. Edwards, Salón Oficial de Artes Plásticas, Santiago..
- 1959 : Prix d'arts appliqués, Salón Oficial de Artes Plásticas, Santiago.
- 1960 : Prix Concours Van Buren, Santiago.
- 1962 : Prix d'honneur partagé avec Reinaldo Villaseñor, Salón Oficial de Artes Plásticas, Santiago.
- 1966 : Prix du Salón Oficial, musée d'Art contemporain de Santiago (es).
- 1974 : Prix national d'Art du Chili, peinture.

## Œuvres dans les collections publiques
- Museo Nacional de Bellas Artes de Santiago
  - Atardecer ou Visión Nocturna ou Composición, huile sur toile, 72 x 160 cm
  - Naturaleza muerta, avant 1928, huile sur toile, 73 x 60 cm
- Musée d'Art contemporain de Santiago (es)
  - Sismo N° 10, huile sur toile 104 x 78 cm
  - Andamios
  - Andamios del Sueño
  - Angelmó
  - Naturaleza Muerta
  - Flores
- Pinacoteca Universidad de Concepción
  - Niña tejiendo, huile sur toile, 73 x 59 cm
  - Camino al puerto
  - Naturaleza muerta, huile sur toile, 73 x 60 cm
- Museo O'Higginiano y de Bellas Artes de Talca
  - Desnudo
- Pinacoteca de la Universidad de Talca
  - Bodegón
- Museo Municipal de Valparaiso
- Museo Municipal de Bellas Artes de Viña del Mar
  - En el tocador
  - Ciudades, huile sur toile, 80 x 115 cm
- Museo d'art et d'artisanat de Linares
- Museo de Artes Plásticas de Ñuñoa
  - Flores
- Pinacoteca Banco central de Chile
  - El Mercado, huile sur toile, 65 x 100 cm
- Musée de La Paz, Bolivie

#### Catalogues
Ana Cortés, Obra reciente, Santiago, Eds. Revista de Arte, Universidad de Chile, 1962
- (es) Exposición de Arte Chileno, Comision nacional de Bellas Artes, Buenos Aires, 1940.
- Ars americana – Argentine, Chili, Uruguay, textes de René Huyghe, Giselda Zani, Pablo Neruda, Tomás Lago, Maison de l'Amérique Latine, Paris, 1946.
- (es) I Bienal Do Museu de Arte Moderna de Sao Paulo, Sao Paulo, 1951.
- (es) Ana Cortés, Obra reciente, préface de Pierre Volboudt, Santiago, Eds. Revista de Arte, Universidad de Chile, 1962
- (es) Las Flores y las Frutas en la Pintura Chilena, textes de Luis Oyarzún et Antonio R. Romera, Instituto cultural de las Condes, Santiago, 1972.
- (es) La Mujer en el Arte, Museo Nacional de Bellas Artes, Santiago, 1975.
- (es) Grupo Montparnasse: 50 Años, Asociación de ahorro y préstamos Bernardo O'Higgins	, Santiago, 1975.
- (es) IV Bienal Internacional de Arte de Valparaíso, Museo Municipal de Bellas Artes de Valparaíso, Valparaíso, 1979.
- (es) La Generación del 28, texte de José María Palacios, Instituto cultural de Providencia, Santiago, 1979.
- (es) Colección Germán Vergara Donoso: 3 Siglos de Dibujo en Chile. Desde sus Inicios hasta nuestros Días, Corporación cultural de las Condes/Museo historicó nacional, Santiago, 1988.
- (es) Grupo Montparnasse y la Renovación : Enriqueta Petit, Julio Ortiz de Zárate, Manuel Ortiz de Zárate, José Perotti, Luis Vargas Rosas, Camilo Mori, Héctor Cáceres, Augusto Eguiluz, Ana Cortés, Inés Puyó, Marta Villanueva, Marco A. Bontá, texte de Ricardo Bindis, Instituto Cultural del Banco del Estado de Chile, Santiago, 1991.
- (es) Chile Cien Años Artes Visuales, Primer Período (1900 – 1950), Modelo y Representación, Museo Nacional de Bellas Artes, Santiago, 2000.
- (es) Cien Años Artes Visuales, Segundo Período (1950 – 1973), Entre Modernidad y Utopía, Museo Nacional de Bellas Artes, Santiago: 2000.
- (es) Pintores del Mar, Casa de la cultura del Mineduc, Santiago, 2004.
- (es) Ana Cortés Reb/velada, Museo Nacional de Bellas Artes, Santiago, 2015.

#### Ouvrages généraux
- Antonio Romera, Historia de la Pintura Chilena, Editorial Andrés Bello, Santiago, 1976.
- Nena Ossa, La Mujer Chilena en el Arte, Editorial Lord Cochrane, Santiago, 1986.
- Ana Helfant, Los Pintores de Medio Siglo en Chile, Departamento de Extensión Cultural del Ministerio de Educación, Santiago, 1978.
- Ricardo Bindis, La Pintura Chilena: Desde Gil de Castro hasta Nuestros Días, Editorial Philips Chilena, Santiago, 1980.
- Gaspar Galaz ey Milan Ivelic, Chile Arte Actual, Ediciones Universitarias de Valparaíso, Valparaiso, 1988.
- Vicente Gesualdo, Enciclopedia del Arte en América, Ediciones OMEBA, Buenos Aires, 1988.
- Ricardo Bindis, Pintura Chilena, Doscientos Años, Origo Ediciones, Santiago, 2006.
- Gaspar Galaz ey Milan Ivelic, Chile Arte Actual, Ediciones Universitarias de Valparaíso, Valparaiso, 1988.
- Ana Helfant, Los Pintores de Medio Siglo en Chile, Departamento de Extensión Cultural del Ministerio de Educación, Santiago, 1978.